# Armadillidium kossuthi
Armadillidium kossuthi är en kräftdjursart som beskrevs av Arcangeli 1929. Armadillidium kossuthi ingår i släktet Armadillidium och familjen klotgråsuggor. Inga underarter finns listade i Catalogue of Life.